# Peter Prelovšek
Peter Prelovšek, slovenski fizik, * 21. julij 1947, Ljubljana.

## Življenje in delo
Po maturi na Bežigrajski gimnaziji je študiral fiziko na Univerzi v Ljubljani, kjer je leta 1970 diplomiral in leta 1975 doktoriral. V letih 1977-78 je bil na podoktorskem izobraževanju na Tehniški univerzi v Münchnu kot štipendist sklada Alexander von Humboldt. Od diplome je zaposlen na Institutu Jožef Stefan ter na Oddelku za fiziko Fakultete za matematiko in fiziko v Ljubljani, kjer je bil leta 1989 izvoljen v naziv redni profesor. Opravljal je številne vodstvene funkcije, med drugim je bil od leta 1986 do leta 1994 vodja Odseka za teoretično fiziko na Institutu Jožef Stefan, od  leta 1997 do leta 1999 pa dekan Fakultete za matematiko in fiziko. Kot gostujuči znastvenik ali profesor je deloval na številnih uglednih institucijah po svetu, kot so ETH v Zürichu, Švica, v Los Alamos National Laboratory, ZDA, na EPFL v Loussani, Švica, na Institute for Theoretical Physics, Santa Barbara, ZDA, na Institutu Maxa Plancka v Stuttgartu, Nemčija, na Univerzi Tohuku v Sendaiu, na Inšitutu za fiziko trdnih snovi, Kašiva na Japonskem in drugod.  
Raziskovalno se ukvarja predvsem s teorijo trdne snovi, iz česar je samostojno ali s sodelavci objavil preko 160 člankov v uglednih mednarodnih revijah in rezultati predstavil na več kot 70  vabljenih predavanjih na mednarodnih konferencah ter strokovnih srečanjih. Bil je mentor pri 14 diplomskih delih in 11 doktorskih disertacijah.

## Nagrade
- Nagrada SBK za teorijo neurejenih feroelektrikov (z R. Pircem), 1979
- Nagrada SBK za izume in izboljšave za merilnik toplotne prevodnosti (skupaj z M. Babičem, A. Kregarjem in B. Uranom), 1985
- Kidričeva nagrada za teorijo inkomenzurabilnih sistemov, 1985
- Outstanding Referee, The American Physical Society, 2008
- Blinčeva nagrada za življenjsko delo na področju fizike (prva podeljena, 2019)